# Gernot Schley
Gernot Schley (* 13. Mai 1937 in Cosel, Oberschlesien; † 29. Oktober 2006 in Gauting) war ein deutscher Regisseur, Dreh- und Sachbuchautor mit den Schwerpunkten Afrika, Südamerika und den dort lebenden indigenen Völkern und deren Bedrohung.

## Leben
Gernot Schley wuchs in Cosel/Oberschlesien und in Essen auf. Er studierte in Freiburg/Brsg. und Berlin. Das Studium der Germanistik, Philosophie, Geschichte und Theaterwissenschaft schloss er mit einer Dissertation über Gerhart Hauptmann und die Freie Bühne in Berlin ab. Anschließend begann er seine berufliche Laufbahn als Journalist, hauptsächlich bei der WAZ. Nach kurzer Zeit wandte er sich dem Dokumentarfilm zu und gründete nach einigen Jahren bei der Tellux-Film seine eigene Produktionsfirma Projektfilm in München. Vor allem für die Sender ZDF, BR und WDR hat er über hundert Dokumentar- und Spielfilme als Regisseur und Drehbuchautor realisiert.
Schley verfasste auch Sachbücher über das Leben indigener Völker sowie über Entwicklungshilfe in Afrika und Lateinamerika.

## Auszeichnungen
Gernot Schley erhielt 1983 den 2. Preis des Medienpreises Entwicklungspolitik des Bundesministerium für wirtschaftliche Zusammenarbeit und Entwicklung für die WDR-Produktion Begegnungen in M’Kondedzi – Schüler und Helfer helfen auf einer Schulfarm in Mosambik.
Weiter erhielt er den Internationalen Umweltpreis Prag (1992) und den Sonderpreis Ambiente-Incontri Sacile (1996).

## Werk

### Sachbücher
- Gernot Schley: Die Freie Bühne in Berlin. Der Vorläufer der Volksbühnenbewegung. Ein Beitrag zur Theatergeschichte in Deutschland. Haude & Spenersche Verlagsbuchhandlung, Berlin 1967.
- Winfried Hoffer und Gernot Schley: Die Dritte Welt beginnt bei uns. Essays, Interviews und Ergebnisse zur ZDF-Fernsehreihe. Peter Hammer Verlag GmbH, 1982, ISBN 978-3-87294-197-8.
- Gernot Schley: Indianer: Der Traum vom Jahrtausend der indigenen Völker. Horlemann Verlag, 2002, ISBN 978-3-89502-160-2.
- Gernot Schley: Im Schatten der heiligen Pflanze: Boliviens Coca-Bauern klagen an. Horlemann Verlag, 1992, ISBN 978-3-927905-67-2.
- Gernot Schley: Zuruaha: Geschichten aus dem Regenwald. Horlemann Verlag, 2006, ISBN 978-3-89502-219-7.

### Filme und Fernsehen (Auswahl)
Im WDR wurde 2002 eine neunteilige Serie von Gernot Schley über Indianer Südamerikas gezeigt:
1. Die Inuit – Volk in Eis und Fels
2. Die Katukina – Volk der Panther
3. Die Waiapi – Volk des Dschungels
4. Die Warao – Volk der starken Frauen
5. Die Aymara – Volk der Hochanden
6. Die Shuar – Kopfjäger im Regenwald
7. Die Shipibo – Volk der Künstler
8. Die Chinchero – Nachkommen der Inka
9. Die Sacambaya – Volk im Canyon

Einige Filme greifen das Thema Brasilien auf
- Überlebenskampf am Amazonas (45 Min.)
- Das andere Brasilien
  1. Das Wissen der Ureinwohner
  2. Die Kinder, Spiele, Träume
  3. Viehtreiber im Garten Eden
- Sonne, die den Tod bedeutet – Jahrhundertdürre im Nordosten Brasiliens
- Favelas in Rio de Janeiro – Siedlungen der Hoffnung
- Leben in einer Favela – Die Kinder von Rocinha

Weitere Filme (Auswahl)
- Die Macht der Warao-Frauen – Wie ein Indianervolk überlebt (auch: Die Warao – Volk der starken Frauen). TV-Dokumentation, Bayerischer Rundfunk & Adveniat 1997. 44 Min., Regie & Buch: Gernot Schley.
- In den Wäldern der Zuruaha-Indianer – Der Priester und das unbekannte Volk. TV-Dokumentation, 2005[4]
- Jeder Zweite kommt durch – Menschenjagd an der mexikanischen Grenze. Bayerischer Rundfunk 1998, 44 Min., Buch und Regie: Gernot Schley
- Überlebenskampf in Argentinien Bayerischer Rundfunk, 2003, 44 Min., Regie: Gernot Schley, Buch: Gernot Schley und Hubert Schöne.